# Cam Neely
Cameron Michael Neely (6 de junio de 1965 en Comox, Columbia Británica) es un jugador canadiense de hockey sobre hielo, retirado de la actividad. Neely jugó para los Vancouver Canucks y los Boston Bruins en la Liga Nacional de Hockey entre 1983 y 1996. En la actualidad oficia como presidente de los Boston Bruins. Además de su carrera en el deporte, Neely ha aparecido en algunas producciones de cine y televisión, destacándose su participación en la serie Rescue Me y en las películas Dumb and Dumber, Me, Myself and Irene y Dumb and Dumber To interpretando a Sea Bass.